# آلن ازوایبل
آلن ازوایبل (انگلیسی: Alan Zweibel؛ زادهٔ ۲۰ مهٔ ۱۹۵۰) نمایشنامه‌نویس، فیلم‌نامه‌نویس، تهیه‌کننده فیلم، کارگردان فیلم، هنرپیشه، کمدین اهل ایالات متحده آمریکا است. وی از سال ۱۹۷۴ میلادی تاکنون مشغول فعالیت بوده‌است.
از فیلم‌ها یا برنامه‌های تلویزیونی که وی در آن نقش داشته‌است می‌توان به نظم و قانون، داستان ما، و شمال اشاره کرد.
وی همچنین برندهٔ جوایزی همچون جایزه امی شده‌است.